# Мічурінськ (село)
Мічу́рінськ (рос. Мичуринск, башк. Мичуринск) — село (в минулому селище) у складі Шаранського району Башкортостану, Росія. Адміністративний центр Мічурінської сільської ради.
Населення — 328 осіб (2010; 372 у 2002).
Національний склад:
- башкири — 45 %